# Список высших учебных заведений Тульской области
В список высших учебных заведений Тульской области включены образовательные учреждения высшего и высшего профессионального образования, находящиеся на территории Тульской области и имеющие действующую лицензию на образовательную деятельность. Список вузов приведён в соответствии с данными сводного реестра лицензий, в список филиалов включены организации, участвовавшие в мониторинге Министерства образования и науки Российской Федерации 2017 года. По состоянию на 18 июля 2017 года в Тульской области действующую лицензию имели 8 вузов и 7 филиалов.
Филиалы вузов, головные организации которых находятся в иных субъектах федерации, сгруппированы в отдельном списке. Порядок следования элементов списка — алфавитный.

## Список высших образовательных учреждений
| Название                                                 | Категория         | Статус      | Год основания | Месторасположение | Число студентов |
| -------------------------------------------------------- | ----------------- | ----------- | ------------- | ----------------- | --------------- |
| Заокский христианский гуманитарно-экономический институт | негосударственный | академия    | 1988          | Заокский          |                 |
| Институт законоведения и управления ВПА                  | негосударственный | институт    | 2008          | Тула              |                 |
| Институт экономики и управления                          | негосударственный | институт    | 1999          | Тула              | 509             |
| Тульская духовная семинария                              | негосударственный | семинария   | 1801          | Тула              |                 |
| Тульский государственный педагогический университет      | государственный   | университет | 1938          | Тула              | 6105            |
| Тульский государственный университет                     | государственный   | университет | 1930          | Тула              | 14971           |
| Тульский институт управления и бизнеса                   | негосударственный | институт    | 2003          | Тула              | 889             |
| Тульский университет (ТИЭИ)                              | негосударственный | университет | 2000          | Тула              | 2072            |

## Список филиалов высших образовательных учреждений
| Название                                                                                                 | Категория         | Статус      | Год основания | Месторасположение | Месторасположение головной организации | Число студентов |
| --- | ----------------- | ----------- | ------------- | ----------------- | -------------------------------------- | --------------- |
| Новомосковский институт (филиал Российского химико-технологического университета имени Д. И. Менделеева) | государственный   | институт    | 1959          | Новомосковск      | Москва                                 | 1353            |
| Новомосковский филиал Университета Российского инновационного образования                                | негосударственный | университет | 1999          | Новомосковск      | Москва                                 | 718             |
| Тульский институт (филиал Всероссийского государственного университета юстиции)                          | государственный   | институт    | 1994          | Тула              | Москва                                 | 1300            |
| Тульский филиал Международного юридического института                                                    | негосударственный | институт    | 2000          | Тула              | Москва                                 | 332             |
| Тульский филиал Российского экономического университета имени Г. В. Плеханова                            | государственный   | университет | 1959          | Тула              | Москва                                 | 792             |
| Тульский филиал Российской академии народного хозяйства и государственной службы                         | государственный   | академия    | 2004          | Тула              | Москва                                 | 614             |
| Тульский филиал Финансового университета                                                                 | государственный   | университет | 1958          | Тула              | Москва                                 | 1314            |